# Березово (Нюксенский район)
Березово — деревня в Нюксенском районе Вологодской области.
Входит в состав Нюксенского сельского поселения, с точки зрения административно-территориального деления — в Березовский сельсовет.
Расстояние до районного центра Нюксеницы по автодороге — 22 км. Ближайшие населённые пункты — Олешковка, Дунай, Устье-Городищенское.
По переписи 2002 года население — 85 человек (38 мужчин, 47 женщин). Преобладающая национальность — русские (96 %).